# Sint-Renelde
Sint-Renelde (Frans: Saintes, Waals: Sinternele) is een dorp in de Belgische provincie Waals-Brabant en een deelgemeente van Tubeke.

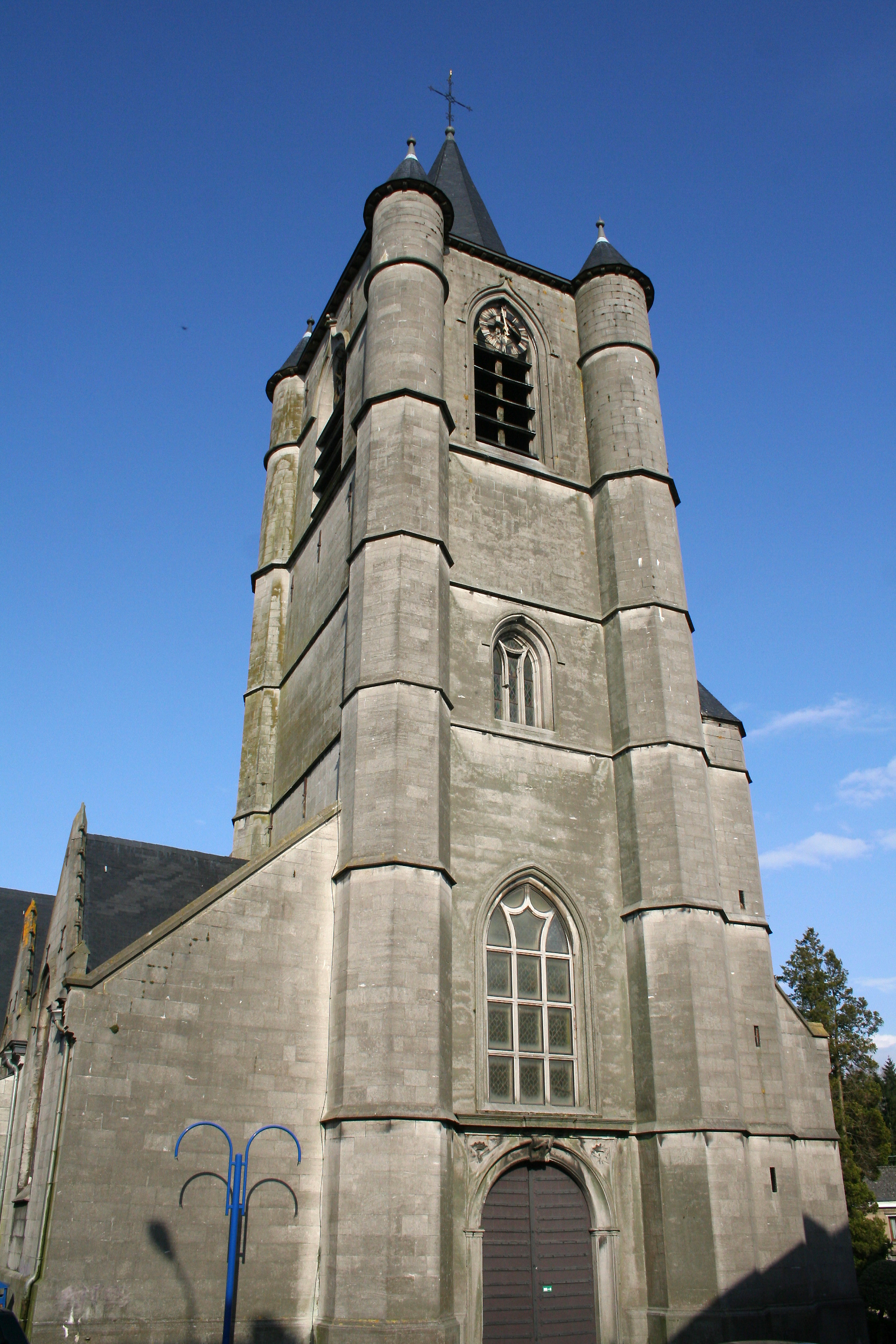
Sint-Reinildiskerk (1553)

## Geschiedenis
In het Algemeen Nederduitsch en Friesch Dialecticon uit 1874 wordt vermeld dat Sint-Renelde hoofdzakelijk Waalstalig was maar enkele jaren ervoor nog tweetalig was.
Tot de gemeente behoorde vroeger ook het dorp Wisbecq, drie kilometer ten zuidwesten van het dorpscentrum van Sint-Renelde, maar bij de gemeentelijke fusies van 1977 werd dit dorp afgesplitst en bij de gemeente Rebecq gevoegd, terwijl Sint-Renelde een deelgemeente werd van Tubeke.

## Bezienswaardigheden
- De Sint-Reinildiskerk (Église Sainte-Renelde) is een gotisch kerkgebouw. De toren is van 1553 en een deel van de muren is nog ouder en stamt uit de Romeinse tijd. In de kerk vindt men de Sint-Reinildiskapel met diverse kunstschatten waaronder het reliekschrijn van de heilige Reinildis (=Sint-Renelde), doel van bedevaarders.
- De Molen van Hondzocht (Moulin d'Hondzocht), een ronde stenen bergmolen van 1775.
- Het Kasteel van Mussain (Château de Mussain) was een middeleeuws kasteel dat in de 18e eeuw werd vervangen door een adellijk woonverblijf dat echter tijdens de Tweede Wereldoorlog werd verwoest.
- Het Château de Poederlé is een neoclassicistisch kasteel, omringd door een tuin met zeldzame bomen,

## Natuur en landschap
Saintes ligt op een hoogte van 66 meter aan de kerk. De plaats ligt aan de taalgrens. In het westen stroomt de Radoux. Saintes ligt ingeklemd door infrastructuur waarvan de TGV-lijn Parijs-Brussel de belangrijkste is. In het oosten bevindt zich een bedrijventerrein.

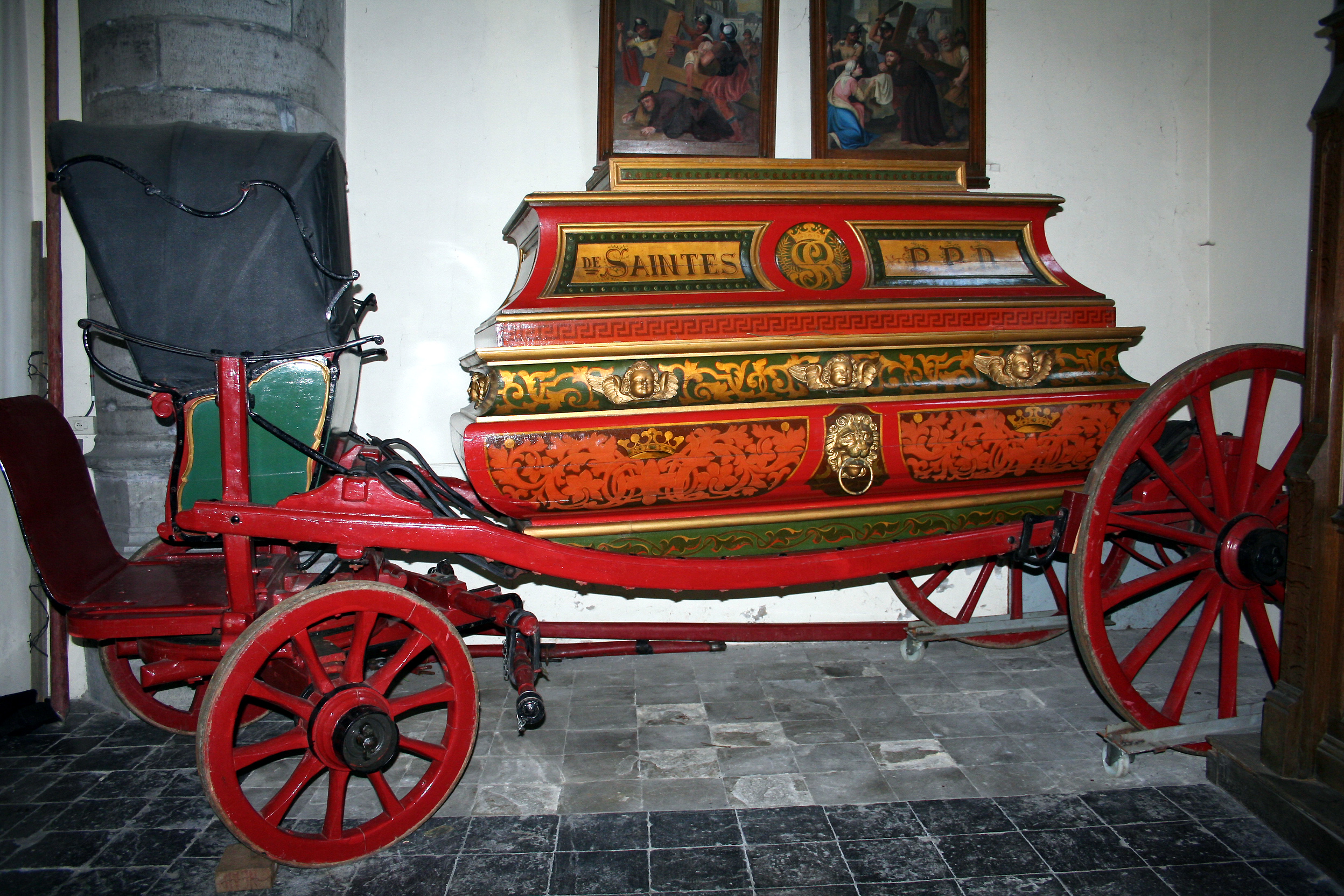
De koets van de Sint-Reinildisreliekschrijn (XVIIde eeuw).

## Demografische ontwikkeling
- Bronnen:NIS, Opm:1831 tot en met 1970=volkstellingen, 1976= inwonersaantal op 31 december

## Nabijgelegen kernen
Bierghes, Lembeek, Tubize
Deelgemeenten: Klabbeek · Oostkerk · Sint-Renelde · Tubeke

Belgische gemeenten · Arrondissement Nijvel · Waals-Brabant · Wallonië